# Amor (chanson)
Pour les articles homonymes, voir Amor.
Amor, également appelée Amor, Amor et Amor, Amor, Amor est une chanson populaire qui a été composée par Gabriel Ruiz (en), les paroles originales en espagnol sont de Ricardo López Méndez (en), et les paroles en anglais de Sunny Skylar (en). La chanson a été publiée en 1943.

## Versions

### Version de Luis Miguel

#### Contexte
En 1991, Luis Miguel a sorti son huitième album studio, Romance, une collection de boléros classiques, le plus ancien datant des années 1940. Le disque, produit par Armando Manzanero et arrangé par Bebu Silvetti, a été un succès en Amérique latine et s'est vendu à plus de sept millions d'exemplaires dans le monde,. Il a ravivé l'intérêt pour le genre des boléros et a été le premier enregistrement d'un artiste hispanophone à être certifié or au Brésil, à Taiwan et aux États-Unis. Il a reçu une nomination aux Grammy pour le meilleur album de pop latine,. Son successeur, Segundo Romance, est sorti en 1994 ; Manzanero, Juan Carlos Calderón et Kiko Cibrian ont coproduit le disque avec Luis Miguel, qui a remporté un Grammy Award pour la meilleure performance de pop latine,. En 1997, Romances a été lancé, Luis Miguel et Manzanero coproduisant les arrangements de Silvetti ; il s'est vendu à plus de 4,5 millions d'exemplaires, remportant un autre Grammy pour la meilleure performance de pop latine,.
Au moment de la sortie de Romances, certains journalistes musicaux ont estimé que les albums boléros devenaient des formules. Achy Obejas, du Chicago Tribune, se demande combien de temps Luis Miguel « peut fouiller dans le sac des vieux et trouver un disque crédible » car elle sent qu'il commence à « glisser » dans le disque. De même, le critique musical du San Diego Union-Tribune, Ernesto Portillo Jr, tout en donnant un avis positif sur Romances, a remis en question la nécessité d'un troisième album dans la série car il a estimé que cela « diminue la spécificité » de Romance et Segundo Romance. Après Romances, Luis Miguel a sorti Amarte es un placer (1999), un disque avec du matériel original, et Vivo (2000), un album live,.
Le 28 septembre 2001, Luis Miguel a confirmé que son prochain album serait une autre collection de standards de boléro et qu'il contiendrait des compositions originales. Il a également annoncé que l'Orchestre philharmonique royal l'aiderait à réaliser les arrangements pour cordes,. Mis Romances a été enregistré à la Record Plant à Hollywood, en Californie, tandis que les sections de cordes ont été arrangées aux studios Abbey Road à Londres, en Angleterre, sous la direction de Nick Davies. Luis Miguel s'est occupé lui-même des productions de l'album. Il a ensuite tenu une conférence de presse le 30 novembre 2001 à la Casa Casuarina à Miami, en Floride, où il a affirmé que Mis Romances serait le quatrième disque d'une série de dix albums boléro.

#### Accueil
Amor, Amor, Amor est un morceau rythmé avec une influence disco,,. Elle est sortie en tant que premier single pour Mis Romances le 1er octobre 2001. Il a atteint la 13e place du classement Billboard Hot Latin Songs. Le clip de la chanson a été réalisé par Rebecca Blake et filmé le même mois. Elle a également servi de thème principal à la telenovela mexicaine El Manantial (2001).
Leila Cobo, du magazine Billboard, a qualifié la production de l'album de « prévisible » bien qu'elle soit « soutenue » par le chant de Luis Miguel. Cobo a cité l'utilisation de « cordes lourdes et de synthétiseurs » et les chansons d'influence disco telles que Amor, Amor, Amor comme exemples du style artistique de Luis Miguel qui est resté « pratiquement inchangé ».

### Autres versions
L'enregistrement de Bing Crosby a été fait le 17 février 1944. Il est entré pour la première fois dans le palmarès des meilleures ventes du magazine Billboard le 29 juin 1944 et y est resté pendant sept semaines, avec un pic à la quatrième place.
L'enregistrement d'Andy Russell a été publié par Capitol Records sous le numéro de catalogue 156. Il est entré pour la première fois dans le hit-parade des meilleures ventes du magazine Billboard le 25 mai 1944, et y est resté huit semaines, avec un pic à la 5e place.
En 1944, Dale Evans a interprété la chanson dans le film Lights of Old Santa Fe (en). La même année, version française par Jacqueline FRANCOIS et l'orchestre de Loulou GASTE.
Des années plus tard, en 1949, la chanson a été enregistrée par Alfredo Antonini et son orchestre en collaboration avec Victoria Cordova et John Serry Sr. comme muzak.
En 1961, le chanteur soul américain Ben E. King a repris la chanson et elle figure sur son album Spanish Harlem (en). Elle est sortie en single et a atteint la 18e place du classement du Billboard Hot 100 et la 10e place du classement R&B.
Rod McKuen en a enregistré une version disco en 1977.
Julio Iglesias a repris la chanson originale en espagnol sur son album Momentos (en) en 1982. Elle est sortie en single de l'album.

## Au cinéma
- 1944 Broadway Rhythm and Lights of Old Santa Fe ;
- 1949 Maytime in Mayfair ;
- 1959 This Earth Is Mine - chanté en espagnol par un chanteur masculin non crédité ;
- 1997 Lolita ;
- Andy Russell a chanté un mélange d'anglais et d'espagnol dans le film Breakfast in Hollywood de 1946.